# Marc Albrighton
Marc Kevin Albrighton (Tamworth, 18 de novembre de 1989) és un futbolista anglès que juga de volant dret. Ha desenvolupat pràcticament la totalitat de la seva carrera a l'Aston Villa i al Leicester City de la Premier League d'Anglaterra.

## Palmarès

### Leicester City
- Premier League: 2015–16
- FA Cup: 2020–21
- Community Shield: 2021
- EFL Championship: 2023–24